# Egtved Sogn
Egtved Sogn er et sogn i Vejle Provsti (Haderslev Stift).
I 1800-tallet var Egtved Sogn et selvstændigt pastorat. Det hørte til Jerlev Herred. Egtved sognekommune blev ved kommunalreformen i 1970 kernen i Egtved Kommune, der ved strukturreformen i 2007 indgik i Vejle Kommune.
I Egtved Sogn ligger Egtved Kirke.
I sognet findes følgende autoriserede stednavne:
- Amhede (bebyggelse)
- Amhede Gårde (bebyggelse, ejerlav)
- Ballehule (bebyggelse)
- Bøgvad (bebyggelse, ejerlav)
- Bøgvadskov (bebyggelse)
- Bølling (bebyggelse, ejerlav)
- Egtved (bebyggelse, ejerlav)
- Egtved Skov (bebyggelse)
- Fuglsang (bebyggelse)
- Hjelmdrup (bebyggelse, ejerlav)
- Holmskov (bebyggelse)
- Holtkrog (bebyggelse)
- Hvidegårde (bebyggelse)
- Korbenhøj (bebyggelse)
- Nordbæk (bebyggelse, ejerlav)
- Oustrup (bebyggelse, ejerlav)
- Refsgårde (bebyggelse, ejerlav)
- Spjarup (bebyggelse, ejerlav)
- Tågelund (bebyggelse, ejerlav)
- Venborg (bebyggelse, ejerlav)
- Vibehus (bebyggelse)
- Vollund (bebyggelse, ejerlav)
- Vork (bebyggelse, ejerlav)
- Vork Bakker (bebyggelse)
- Vork Mark (bebyggelse)
- Vork Søndergårde (bebyggelse)
- Øster Torsted (bebyggelse, ejerlav)